# J Sharp
J# – wersja języka Java opracowana przez Microsoft. Po licznych procesach sądowych Microsoft zaprzestał rozwijania tego języka. Ostatnia wersja – Visual J# 2.0 Redistributable Second Edition – została wydana w drugim kwartale 2007 roku i była wspierana do 2017 roku. Natomiast wersja rozpowszechniana z Visual Studio 2005 była wspierana do 2015 roku.